# MSV Eisleben
MSV Eisleben is een Duitse voetbalclub uit Eisleben, Saksen-Anhalt.

## Geschiedenis
De club werd in 1950 opgericht als SG Deutsche Volkspolizei Eisleben. Na de oprichting van de SV Dynamo als centrale sportorganisatie voor de politie werd de naam in 1953 gewijzigd in SG Dynamo Eisleben. Datzelfde jaar werd de club nog kampioen van de Bezirksliga Halle en promoveerde zo naar de DDR-Liga. Na een degradatie in 1956 keerde de club terug in 1958 en werd nu een vaste waarde in de Oost-Duitse tweede klasse.
Na de Duitse hereniging fuseerde de club met BSG Mansfeldkombinat Eisleben tot het huidige MSV Eisleben.